# Nicolas-Prosper Bauyn d'Angervilliers
Nicolas-Prosper Bauyn, seigneur d’Angervilliers, né le 15 janvier 1675 et décédé le 15 février 1740, fut intendant du Dauphiné, puis d'Alsace et enfin secrétaire d'État à la guerre de juillet 1728 à sa mort.

## Biographie
Fils de Prosper Bauyn seigneur d'Angervilliers, Maître de la chambre aux deniers du Roi, et de Gabrielle Choart de Busenval, Nicolas-Prosper Bauyn d'Angervilliers fut conseiller au parlement à partir de 1692.
Maître des requêtes en 1697, il devient intendant de la généralité d'Alençon (1702-1705), puis intendant de Dauphiné (1705-1716), d'Alsace (1716-1724) et enfin de Paris (1724-1728). Administrateur expérimenté, le cardinal de Fleury lui confia le secrétariat d'État à la guerre à la mort de Claude Le Blanc.
À ce poste, il poursuivit la réorganisation de la gendarmerie et engagea des préparatifs pour la guerre de succession de Pologne. Afin de ne plus dépendre des importations pour équiper les armées en épées et baïonnettes, Louis XV, l'avait chargé de mettre sur pied une manufacture d'armes blanches, qui sera installée à Klingenthal en Alsace en 1730.

### Mariage et descendance
Le 14 juin 1694, il épouse, à l'église Saint-Eustache de Paris, Anne de Maupeou et fait accoler sur un jeton d'argent ses armes à celles de la famille de Maupeou. Dont uniquement :
- Marie Jeanne Louise Bauyn d'Angervilliers (1711 - 7 septembre 1761), mariée à Paris le 8 août 1728 avec Jean René de Longueil, marquis de Maisons, président à mortier au Parlement de Paris, membre de l'Académie des Sciences (15 juillet 1699 - Paris, 13 septembre 1731), puis à Paris, paroisse Saint Sulpice, le 22 janvier 1733 avec Armand Jean de Rouvroy de Saint Simon, duc de Ruffec, pair de France, grand d'Espagne de première classe (12 août 1699 - château d'Angervilliers, 20 mai 1754), fils de Louis de Rouvroy, duc de Saint Simon, le mémorialiste, et de Marie Gabrielle de Durfort de Lorge. Sans postérité des deux mariages[4]. La duchesse de Ruffec laissa pour plus proche parent son cousin, Charles Prosper Bauyn, lieutenant-général des armées du Roi. Elle s'était constitué une importante bibliothèque (935 numéros) en matière de musique, de belles lettres et d'histoire. Cette bibliothèque fut dispersée aux enchères en 1762[5].

## Sources